# 圣日耳曼德莫代翁
圣日耳曼德莫代翁（法語：Saint-Germain-de-Modéon，法語發音：[sɛ̃ ʒɛʁmɛ̃ də mɔdeɔ̃]）是法国科多尔省的一个市镇，属于蒙巴尔区。

## 地理
圣日耳曼德莫代翁（47°22'46"N, 4°7'54"E）面积16.31 平方千米，位于法国勃艮第-弗朗什-孔泰大區科多尔省，该省份为法国中东部省份，北起奥布省，西接涅夫勒省和约讷省，南至索恩-卢瓦尔省，东南接汝拉省，东临上索恩省，东北部与上马恩省接壤。
与圣日耳曼德莫代翁接壤的市镇（或旧市镇、城区）包括：鲁夫赖、圣阿尼昂、拉罗什昂布勒尼勒、圣昂德、圣莱热沃邦。
圣日耳曼德莫代翁的时区为UTC+01:00、UTC+02:00（夏令时）。

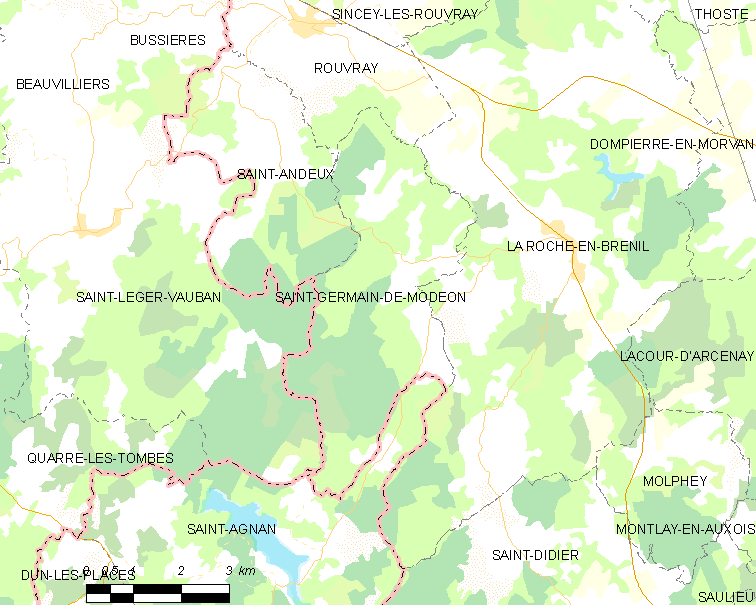
圣日耳曼德莫代翁的OSM定位图

## 行政
圣日耳曼德莫代翁的邮政编码为21530，INSEE市镇编码为21548。

## 政治
圣日耳曼德莫代翁所属的省级选区为欧苏瓦地区瑟米尔县。

## 人口

1962-2008年间圣日耳曼德莫代翁人口变化图示

圣日耳曼德莫代翁于2022年1月1日时的人口数量为174人。